# Министерство экономики и устойчивого развития Грузии
Министерство экономики и устойчивого развития Грузии отвечает за регулирование экономической деятельности в стране. Его головной офис находится в Тбилиси.

## Структура
Создано после распада Советского Союза как министерство экономики и финансов. Было переименовано в Министерство экономики и устойчивого развития в ходе реструктуризации правительства в 2010 году.
Министерством в разные годы руководили:
- Иване Чхартишвили
- Ираклий Рехвиашвили
- Каха Бендукидзе
- Алексий Алексишвили
- Ираклий Чоговадзе
- Ираклий Окруашвили
- Георгий Арвеладзе
- Эка Шарашидзе
- Лаша Жвания
- Зураб Пололикашвили
- Вероника Кобалия
- Георгий Квирикашвили
- Георгий Гахария
- Кумсишвили, Дмитрий
- Георгий Черкезишвили
- Георгий Кобулия

Действующий министр — Натела Турнава
Основными функциями Министерства является создание стимулов для экономического роста в стране, используя эффективную экономическую политику. Экономическая политика государства описана в плане действий правительства Грузии на 2004—2009 годы под названием За единую и мощную Грузию. Политика включает в себя использование макроэкономической политики и развитие частного предпринимательства. Экономические реформы, предпринятые правительством, включают либерализацию предпринимательской деятельности, созданию благоприятных, прозрачных и стабильных законопроектов для частных владельцев бизнеса; реализацию активного процесса приватизации и поддержки для укрепления частного сектора; упрощение выдачи лицензий и реформу системы выдачи разрешений и технического регулирования; дерегулирование экономики и защиту рынков от монополизации, развитие инфраструктуры туризма, транспорта и связи и т. д.